# 901 a.C.
Il 901 a.C. (CMI a.C. in numeri romani) è un anno  del X secolo a.C.

## Eventi
- Nadab è re di Israele.